# Pelekium ramosissimum
Pelekium ramosissimum är en bladmossart som beskrevs av Andries Touw 2001. Pelekium ramosissimum ingår i släktet Pelekium och familjen Thuidiaceae. Inga underarter finns listade i Catalogue of Life.